# Дендрохронология
Дендрохронологията е методика за датиране на археологически находки и древни предмети, основана върху изследвания на годишните пръстени на дървесината, разработена е от А. Е. Douglass през 1920-те години.
Според метода времевите периоди/пръстени на нарастване могат да се наслагват/застъпват в дървен материал от различен произход и повтарящите се участъци образуват „безкрайно дърво“, обхващащо много по-дълъг период от живота на отделното дърво. Годишните пръстени зависят от местния климат, така че дървеният материал трябва да е от една и съща област.
Прилага се за датиране на древни предмети и фрагменти от дърво (например в постройки), а също и в биологията при изучаване на биологическите промени през последните хилядолетия.
Съществува направление в дендрохронологията, неречено дендроклиматология, занимаващо се с изучаване на закономерностите в изграждането на годишни пръстени при разни дървесни видове за установяване на климатичните промени в минали геоложки епохи.